# کازیمیر دلاوینی
ژان-فرانسوا کازیمیر دلاوینی (به فرانسوی: Jean-François Casimir Delavigne) شاعر و دراماتورژ قرن هجدهم میلادی اهل فرانسه است.